# شيرز
شيرز (بالإنجليزية: Cheers) هو مسلسل كوميديا موقف تم إنتاجه في الولايات المتحدة. بدأ عرضه في سنة 1982 على هيئة الإذاعة الوطنية. بلغ عدد مواسم المسلسل 11 موسما، بلغ عدد حلقاته 275 حلقة، وتبلغ مدة الحلقة الواحدة 30 دقيقة. تم بث المسلسل لأول مرة بتاريخ 30 سبتمبر 1982 بينما تم بث آخر حلقة منه بتاريخ 20 مايو  1993 بعد أن استمر لقرابة 11 عاما. من بطولة تيد دانسون، شيلي لونج، جون راتزنبرجر، كيلسي جرامر، وودي هارلسون، بيبيه نيوويرث وكريستي آلي.

## خلفيّة
عُرض مسلسل شيرز وهو مسلسل تلفزيوني أمريكي كوميدي على هيئة الإذاعة الوطنية من 30 سبتمبر 1982 إلى 20 مايو 1993، بإجمالي 275 حلقة نصف ساعة عبر أحد عشر موسماً. تم إنتاج العرض بواسطة تشارلز/بوروز برودكشن بالاشتراك مع تلفزيون شبكة باراماونت، وتم إنشاؤه بواسطة فريق جيمس بروس وجلين ليز تشارلز. تم تنظيم العرض في حانة تسمى «شيرز» في بوسطن، ماساتشوستس، حيث تلتقي مجموعة من السكان المحليين للشرب والاسترخاء والتواصل الاجتماعي. قدمت الأغنية الرئيسية في العرض، والتي شارك في كتابتها وأداؤها غاري بورتنوي، لاغتها "Where Everybody Knows Your Name " هي العبارة الرئيسية في العرض. في وسط العرض، كان مالك الحانة والنادل الرئيسي سام مالون، وهو إبريق إغاثة سابق يتأقلم مع النساء في بوسطن ريد سوكس. تضمنت مجموعة الممثلين في العرض النادلات كارلا تورتيللي وديان تشامبرز، اللتان ستثيران اهتمام سام في المواسم العديدة الأولى من العرض، بالإضافة إلى النادل الثاني الغامض، المدرب إرني بانتوسو في المواسم الثلاثة الأولى، وودي بويد لبقية المواسم. من السلسلة، ورعاة الحانة المنتظمون نورم بيترسون وكليف كلافين وفرازير كرين. لاحقًا، من بين الشخصيات الرئيسية في العرض ريبيكا هاو، التي تدير الحانة بعد أن يبيعها سام وتصبح فيما بعد مغرمة بالحب، وليليث ستيرنين، زوجة فريزر.
بعد العرض الأول في 30 سبتمبر 1982، تم إلغاؤه تقريبًا خلال موسمه الأول عندما احتل المرتبة الأخيرة تقريبًا في تصنيفات العرض الأول (74 من أصل 77 عرضًا). ومع ذلك، أصبحت تشيرز في النهاية تصنيفات نيلسن الطاغوت في الولايات المتحدة، وحصلت على تصنيف من العشرة الأوائل خلال ثمانية من مواسمها الأحد عشر، بما في ذلك موسم واحد في المرتبة الأولى (الموسم 9). أمضى البرنامج معظم مسيرته على قناة «يجب أن تشاهد التلفزيون» على قناة إن بي سي ليلة الخميس. لها بمشاهدة واسعة خاتمة سلسلة أذيع يوم 20 مايو، 1993، والمعرض 275 حلقة تم بنجاح مشترك في جميع أنحاء العالم. تم ترشيحه لأفضل سلسلة كوميديا لجميع المواسم الإحدى عشر على الهواء، وحصل على 28 جائزة الإيمي برايم تايم من رقم قياسي من 117 ترشيحًا.
خلال مسيرتها، أصبحت شيرز واحدة من أكثر المسلسلات شعبية في التاريخ وتلقى إشادة من النقاد من بدايتها إلى نهايتها. في عام 1997، حلقة «الأيتام الشكر» و «البيت هو بحار»، بثت في الأصل في عام 1987، وكانت على التوالي في المرتبة رقم 7 ورقم 45 على دليل التلفزيون ضمنَ تصنيف أعظم 100 حلقة في كل العصور. شاهد المسلسل النهائي ما يقدر بنحو 93 مليون مشاهد، ما يقرب من 40٪ من سكان الولايات المتحدة في ذلك الوقت. في عام 2002، تم تصنيف شيرز No. 18 على دليل التلفزيون ضمن تصنيف 50 أعظم برنامج تلفزيوني في كل العصور. في عام 2013، صنفتها نقابة الكتاب الأمريكية على أنها ثامن أفضل مسلسل تلفزيوني مكتوبًا  وصنفها دليل التلفاز في المرتبة 11 في قائمة أعظم 60 عرضًا.
استند البرنامج إلى موقع حقيقي في حي بيكون هال في بوسطن. تم استخدام اللقطات الخارجية كطلقات تأسيس للمسلسل، وفي مشاهد خارجية عرضية (تم تصوير المسلسل نفسه عادةً على مسرح صوت في هوليوود). اليوم، تم تغيير اسم بول وفينش إلى «شيرز بيكون هال». كانت هناك أيضًا «قاعة شيرز فانويل» التي كانت موجودة في سوق كوينسي حتى إغلاقها في عام 2020.

## الشخصيات
قبل اكتمال وبث الطيار في هتافات «أعطني حلقة في وقت ما» في عام 1982، كان المسلسل يتألف من أربعة موظفين في السيناريو الأول. لم يتم عرض نورم بيترسون ولا كليف كلافين، العملاء المنتظمين لشيرز؛ أضافتها المراجعات اللاحقة على أنها من بين الشخصيات العادية في السلسلة. في السنوات اللاحقة، حل وودي بويد محل المدرب، بعد أن ماتت الشخصية خارج الشاشة في الموسم الرابع (1985-86)، بعد وفاة الممثل نيكولاس كولاسانتو. بدأ فرايزر كران كشخصية متكررة وأصبح شخصية دائمة. في الموسم السادس (1987-88)، تمت إضافة شخصية جديدة ريبيكا هاو، بعد أن تمت كتابتها في العرض بعد نهاية الموسم السابق (1986-1987). بدأت ليليث ستيرنين كشخصية لمرة واحدة في حلقة من الموسم الرابع (1985). بعد ظهورها في الموسم الخامس الثاني، أصبحت شخصية متكررة، وظهرت لاحقًا كشخصية دائمة خلال الموسم العاشر (1991-1992).

### الشخصيات الرئيسية الأصلية
- تيد دانسون بدور سام مالون: نادل وصاحب شيرز، سام هو أيضًا شخص كبير. قبل بدء هذه السلسلة، وكان لعبة البيسبول جرة الإغاثة ل ريد سوكس بوسطن الملقب ب «ماي داي مالون» حتى أصبح مدمنا على الكحول، إيذاء حياته المهنية. لديه علاقة متكررة، متقطعة مرة أخرى مع ديان تشامبرز، فئته المقابلة، في المواسم الخمسة الأولى (1982-1987). خلال أوقات فراغهم، يتعامل سام مع العديد من «النساء المثيرات» غير الساطعات، ومع ذلك يفشل في متابعة علاقة ذات مغزى. بعد كتابة ديان من السلسلة، حاول متابعة ريبيكا هاو، بنتائج متفاوتة. في نهاية السلسلة، لا يزال غير متزوج ويواجه إدمانه الجنسي بمساعدة اجتماعات مجموعة الدكتور روبرت ساتون (جيلبرت لويس)، التي نصحها فريزر.
- شيلي لونج مثل ديان تشامبرز: طالب دراسات عليا أكاديمي متطور يدرس في جامعة بوسطن. في الطيار، تخلى خطيبها عن ديان، تاركًا إياها بدون عمل أو رجل أو مال. إدراكًا منها أن إحدى مهاراتها العملية القليلة هي الحفظ، وهو أمر مفيد عند التعامل مع طلبات المشروبات، أصبحت على مضض نادلة. في وقت لاحق، أصبحت صديقة مقربة لـ Coach وتربطها علاقة متقطعة مع النادل سام مالون، نقيض صفها. خلال أوقات خارج علاقتهما، تواعد ديان رجالًا يتناسبون مع مُثُل الطبقة العليا، مثل فريزر كرين. في عام 1987، تركت بوسطن ورائها للعمل في الكتابة والعيش في لوس أنجلوس، كاليفورنيا. تعود ديان إلى شيرز لتعالج سام من شربه. أكبر عدو لديان هو كارلا، لكن ديان لا تهين كارلا كما تفعل كارلا مع ديان، مما يؤدي إلى إزعاج كارلا أكثر.
- نيكولاس كولاسانتو في دور المدرب إرني بانتوسو: «شيخ الخط الحدودي» نادل مشارك وأرمل ومدرب بيسبول متقاعد. المدرب هو أيضًا صديق سام وصديق مقرب لديان. لديه ابنة، ليزا (أليس بيسلي). يستمع المدرب لمشاكل الناس ويحلها. ومع ذلك، يساعد الأشخاص الآخرون أيضًا في حل مشاكله الخاصة. في عام 1985، توفي المدرب دون تفسير واضح، حيث توفي كولاسانتو بنوبة قلبية.
- ريا بيرلمان بدور كارلا تورتيلي: نادلة كوكتيل «ساخرة حكيمة»، تعامل العملاء معاملة سيئة. كما أنها شديدة الخصوبة وغير كفؤة من الناحية الزوجية. عندما عرض المسلسل لأول مرة، كانت أم لأربعة أطفال من زوجها السابق نيك تورتيللي (دان هداية). على مدار المسلسل، تحملت أربعة آخرين، وقد دمج تصويرها حالات حمل بيرلمان الحقيقية.[9] جميع أطفالها يتصرفون بسوء التصرف، باستثناء لودلو، الذي يعتبر والده أكاديميًا بارزًا. تغازل الرجال، بمن فيهم أولئك الذين لا تتغنى بهم طرقها، ويؤمنون بالخرافات. في وقت لاحق تزوجت من إيدي ليبيك، لاعب هوكي الجليد، الذي أصبح فيما بعد تميمة البطريق لعروض الجليد. بعد أن مات في حادث عرض جليدي من قبل عامل تجديد الجليد، اكتشفت كارلا لاحقًا أن إدي ارتكب زوجتين مع امرأة أخرى حملها. تنام كارلا مع عدو سام جون ألين هيل مما يثير انزعاج سام وغضبه.
- جورج وندت مثل نورم بيترسون: محاسب منتظم وعاملين في بعض الأحيان. كانت النكتة المتكررة في العرض، خاصة في المواسم السابقة، هي أن الشخصية كانت مشهورة ومستمرة في البار لدرجة أنه في أي وقت يدخل فيه من الباب الأمامي، يصرخ كل الحاضرين باسمه («نورم!») في التحية.؛ عادة ما يتبع هذه الصرخة أحد السقاة الحاليين يسأل نورم عن حالته، وعادة ما يتلقى استجابة ساخرة وطلب بيرة. («إنه عالم يأكله كلاب، وأنا أرتدي ملابس داخلية من نوع ميلكبون.») لديه وظائف محاسبية غير متكررة وزواج مضطرب مع (لكنه لا يزال يحبها ومتزوجًا منها)، وهي شخصية غير مرئية، على الرغم من سماعها في بعض الأحيان. في وقت لاحق من السلسلة، أصبح رسام منزل ومصمم ديكور. حتى في وقت لاحق من السلسلة، يؤمن نورم وظيفة أحلامه، حيث يتذوق البيرة في مصنع الجعة. لم يكن المقصود في الأصل أن تكون الشخصية دورًا رئيسيًا في التمثيل؛ [8] وندت باختبار أداء دور ثانوي لجورج في الحلقة التجريبية. كان الدور هو أن أكون أول عميل لديان تشامبرز وكان له كلمة واحدة فقط: «بيرة!» [10] بعد أن كان يلقي دورًا أكثر ديمومة، تم تغيير اسم الشخصية إلى نورم.[11]
- جون راتزينبيرجر مثل كليف كلافين: شرطي يعرف كل شيء عادي وناقل بريد. يعيش مع والدته إستر كلفين (فرانسيس ستيرنهيغن) في منزل العائلة أولاً ثم في شقة. في الحانة، يطلق كليف باستمرار تفاهات غير منطقية ومزعجة، مما يجعله موضع سخرية من رعاة الحانة. اختبر راتزنبرغر دور شخصية ثانوية جورج، لكنه ذهب إلى ويندت، وطور الدور إلى نورم بيترسون.[12] قرر المنتجون أنهم يريدون بارًا مقيمًا يعرف كل شيء،[12] لذلك تمت إضافة حارس الأمن كليف كلافين للطيار. غير المنتجون مهنته إلى ناقل بريد لأنهم اعتقدوا أن مثل هذا الرجل سيكون لديه معرفة أوسع من الحارس.[13]

### الشخصيات الرئيسية اللاحقة
- كيلسي جرامر بدور فريزر كرين: طبيب نفساني وحانة عادية. بدأ فرايزر كاهتمام حب ديانا تشامبرز في الموسم الثالث (1984-1985). في الموسم الرابع (1985–86)، بعد أن هجرته ديان من المذبح في أوروبا، بدأ فريزر في هتافات متكررة وأصبح منتظمًا. تزوج لاحقًا من ليليث ستيرنين ولديه ابن فريدريك. بعد انتهاء المسلسل، تصبح الشخصية محور فرازير المنفصل، حيث انفصل عن ليليث ويعيش في سياتل.
- وودي هارلسون مثل وودي بويد: نادل غير ساطع، وصل من مسقط رأسه في الغرب الأوسط هانوفر، إنديانا إلى بوسطن، ليرى المدرب، «صديق المراسلة» (كإشارة إلى تبادل «الأقلام»، وليس الرسائل). عندما أخبر سام وودي أن المدرب مات، استأجر سام وودي بدلاً من المدرب. في وقت لاحق، تزوج من صديقته كيلي جاينز (جاكي سوانسون)، وهي أيضًا ليست ذكية جدًا ولكنها نشأت في عائلة غنية. في الموسم الأخير، ترشح لمنصب سياسي وفاز بشكل مفاجئ.
- بيبي نيوورث مثل ليليث ستيرنين : طبيب نفساني. غالبًا ما يضايقها رعاة الحانة حول شخصيتها المتوترة ومظهرها. في حلقته الأولى، وهي أيضًا الحلقة الوحيدة من الموسم الرابع، لم يكن موعدها مع فرايزر جيدًا لأنهما يتجادلان باستمرار. في الموسم الخامس، بمساعدة ديان، تبدأ ليليث وفرازير علاقة. في النهاية، تزوجا وأنجبا ابنًا، فريدريك. في الموسم الحادي عشر والأخير، تركت فريزر لتعيش مع رجل آخر في بيئة تجريبية تحت الأرض تسمى «إيكو بود». تعود في وقت لاحق من الموسم وتتصالح مع فريزر. ومع ذلك، في فيلم سبينوف فرايزر، طلق ليليث فريزر وتحمل وصاية فريدريك.
- كريستي آلي بدور ريبيكا هاو : بدأت كامرأة مستقلة قوية، مديرة نقابة المحامين في الشركة التي اشترت شيرز من سام بعد انتهاء علاقته المتقطعة مع ديانا. في النهاية، عندما استعاد سام الملكية، طلبت منه السماح لها بالبقاء، أولاً كنادلة كوكتيل ولاحقًا كمدير. مرارًا وتكرارًا تعاني من إخفاقات رومانسية مع الرجال الأغنياء بشكل أساسي وتصبح أكثر فأكثر «عصابية وغير آمنة ومحبطة جنسيًا».[14] في البداية، كثيرًا ما يحاول سام إغواء ريبيكا دون جدوى.[15] مع تغير شخصيتها،[14] يفقد الاهتمام بها. في خاتمة المسلسل، بعد علاقات فاشلة مع رجال أثرياء، تتزوج ريبيكا سباكًا وتتوقف عن العمل في الحانة. في حلقة فرايزر «العرض حيث يظهر سام»، تم الكشف عن طلاقها وعادت إلى الحانة. عندما سألها فريزر عما إذا كان هذا يعني أنها تعمل هناك مرة أخرى، أجاب سام «لا، إنها فقط في الحانة».

في الموسم الحادي عشر، تُمنح بيبي نيوورث «بطولة» فقط عندما تظهر.

## جدول الشخصيات

### الشخصيات المتكررة
على الرغم من أن شيرز عملت إلى حد كبير حول تلك المجموعة الرئيسية وتفاعلاتها مع شخصيات مختلفة لمرة واحدة، إلا أن النجوم الضيوف والشخصيات المتكررة كانت تكملهم في بعض الأحيان. كان من بين الضيوف المتكررين البارزين دان هدايا في دور نيك تورتيللي وجان قاسم في دور لوريتا تورتيللي، الذين كانوا الشخصيات الرئيسية في أول عرض فرعي The Tortellis، فريد دراير في دور ديف ريتشاردز، آني غولدن في دور مارغريت أوكيف، ديريك ماكغراث في دور آندي شرودر (يشار إليه أيضًا باسم آندي آندي)، بالتبادل جويل بوليس وروبرت ديزيريو كمالك شريط منافس، جاري، جاي توماس في دور إيدي ليبيك، روجر ريس في دور روبن كولكورد، توم سكيريت في دور إيفان دريك، فرانسيس ستيرنهاغن في دور إستر كلافين، ريتشارد دويل في دور والتر جاينز، كين كورتيس في دور جون ألين هيل، وأنتوني سيستارو في دور هنري، ومايكل ماجواير في دور البروفيسور سومنر سلون، وهاري أندرسون في دور هاري «ذي هات» جيتس. جاكي سوانسون، التي لعبت الدور المتكرر لصديقة وودي وزوجته النهائية «كيلي جاينز بويد»، ظهرت في 24 حلقة من 1989 إلى 1993. الشخصية قاتمة وساذجة بنفس القدر - ولكنها في النهاية حلوة المذاق - مثل وودي.
لعب بول ويلسون شخصية باربلاي المتكررة «بول كرابنس». (في ظهور مبكر واحد في الموسم الأول كان يُدعى «جلين»، ونُسب إليه لاحقًا على الشاشة باسم «جريج» و «توم»، لكنه كان يلعب نفس الشخصية طوال الوقت.) لعب توماس بابسون دور «توم»، وهو طالب قانون غالبًا ما يسخر منه كليف كلافين، بسبب فشله المستمر في اجتياز امتحان نقابة المحامين في ماساتشوستس. «آل»، الذي يؤديه آل روزن، ظهر في 38 حلقة، وعرف بمزاحه الفاسدة. لعب والد ريا بيرلمان، فيليب بيرلمان، دور «فيل».

### مشاهير آخرون
قام مشاهير آخرون بدور البطولة في حلقات فردية بأنفسهم طوال المسلسل. ظهرت الشخصيات الرياضية في العرض على أنها مرتبطة ببوسطن أو فريق سام السابق، ريد سوكس، مثل لويس تيانت، واد بوجز وكيفن ماكهيل (من بوسطن سلتكس). كما ظهر بعض نجوم التلفزيون كضيف مثل أليكس تريبيك وأرسينيو هول وديك كافيت وروبرت يوريش وجورج مكفارلاند وجوني كارسون. حتى أن شخصيات سياسية مختلفة ظهرت في هتافات مثل - رئيس هيئة الأركان المشتركة الأدميرال ويليام جيه كرو ، والسيناتور السابق من كولورادو غاري هارت، ثم - رئيس مجلس النواب تيب أونيل، ثم السناتور جون كيري آنذاك - الحاكم مايكل دوكاكيس، وإثيل كينيدي (أرملة روبرت ف. كينيدي)، ثم عمدة بوسطن ريمون فلين، وكان آخر خمسة منهم يمثلون ولاية ومدينة تشيرز.
في أدوار الأمهات ، لعبت جلينيس جونز، في ظهور ضيف في عام 1983، دور والدة ديان، هيلين تشامبرز. لعبت نانسي مارشاند دور والدة فريزر، هيستر كرين، في حلقة تم بثها في عام 1985. في حلقة تم بثها في عام 1992، لعبت سيليست هولم دور مهرج كيلي لجدته من الأب. ظهرت ميليندي بريت في حلقة «وودي أو لن يكون» (1990) بصفتها والدة كيلي، روكسان جاينز، سيدة جذابة للغاية من المجتمع الراقي، ومثيرة، ومغازلة من طراز كوغار تحاول إغواء وودي.
ظهر الموسيقي هاري كونيك جونيور في حلقة باعتباره ابن عم وودي ويلعب أغنية من ألبومه الحائز على جائزة جرامي (ق. 1991). حصل جون كليز على جائزة الإيمي برايم تايم عن ظهوره كضيف «دكتور سايمون فينش رويس» في حلقة الموسم الخامس، «سيمون يتحدث». قامت إيما طومسون بدور الضيفة بدور المربية جي/نانيت جوزمان، وهي مربية غنائية شهيرة وزوجة فريزر السابقة. قام كريستوفر لويد بدور الضيف بدور الفنان المعذب الذي أراد أن يرسم ديان. صورت مارسيا كروس سوزان شقيقة ريبيكا في الموسم السابع من الحلقة الحب الأخت. جون ماهوني ظهر مرة واحدة كاتبة جلجل غير كفؤ، والتي تضمنت محادثة قصيرة مع فريزر كرين، الذي كان يصور في وقت لاحق العرضية فراسير الأب. ظهرت بيري جيلبين، التي لعبت لاحقًا دور روز دويل في فريزر، في حلقة واحدة من هتاف، في موسمها الحادي عشر، بدور هولي ماثيسون، وهي مراسلة تجري مقابلة مع وودي. كما لعب بوبي هاتفيلد وميدلي بيل دور البطولة في حلقات مختلفة. في فيلم «الرجل لا يستطيع مساعدتها»، تلتقي ريبيكا بسباك يؤدي دوره توم بيرينجر الذي جاء لإصلاح أحد صنابير البيرة. تزوجا في خاتمة المسلسل، مما أدى إلى استقالتها من هتاف. تظهر جوديث بارسي في حلقة نادل الإغاثة.
تشمل المظاهر البارزة للممثلات اللائي يصورن الفتوحات الجنسية لـسام أو الفتوحات الجنسية المحتملة: Kate Mulgrew في الحلقة النهائية المكونة من ثلاث حلقات من الموسم الرابع، والتي تصور عضوة مجلس بوسطن جانيت إلدريدج؛ دونا ماكيكني بدور ديبرا، زوجة سام السابقة (التي تربطه بها علاقات طيبة)، والتي تتظاهر بأنها مثقفة أمام ديان؛ باربرا بابكوك بدور لانا مارشال، وكيل المواهب المتخصص في تمثيل الرياضيين الذكور، عملائها الذين تنام معهم بشكل روتيني عند الطلب؛ جوليا دافي بدور ريبيكا بروت، صديقة فكرية مكتئبة لديان؛ أليسون لابلاكا كمراسلة للمجلة باولا نيلسون؛ كارول كين بدور أماندا، الذي علم سام في النهاية أنه مريض زميل في المصحة مع ديان؛ باربرا فيلدون في دور لورين هدسون، يوم عيد الحب السنوي لسام (تكريماً لنفس الوقت، العام المقبل)؛ ساندال بيرغمان في دور جودي مارلو، وهي شريكة جنسية غير رسمية منذ فترة طويلة وابنتها الآن، لوري مارلو (تشيلسي نوبل)، التي لطالما اعتبرت سام شخصية أب زائفة، يحبها سام؛ مادولين سميث-أوزبورن بدور الدكتورة شيلا ريدل، زميلة فريزر وليليث؛ فاليري ماهافي بدور فاليري هيل، ابنة جون ألين هيل التي يلاحقها سام فقط لكسب اليد العليا في علاقته التجارية مع هيل؛ وأليكسيس سميث في دور أليس آن فولكمان، أستاذة ريبيكا السابقة الأكبر سنًا. في الموسم 9، الحلقة 17، أنا أعمل معًا وألصقها في وجهك، سام، معتقدًا أن ريبيكا تريد علاقة أكثر جدية، يتظاهر بأنه مثلي الجنس، وعشيقه صديق غير رسمي اسمه ليون (جيف مكارثي) - تؤدي الخطة في النهاية إلى قبلة بين سام وليون.

### وفاة نيكولاس كولاسانتو
قرب نهاية إنتاج الموسم الثالث، كان على كتّاب شيرز التعامل مع وفاة أحد الممثلين الرئيسيين. خلال الموسم الثالث، ساءت حالة قلب نيكولاس كولاسانتو (التي تم تشخيصها في منتصف السبعينيات). فقد وزنه وكان يعاني من صعوبة في التنفس أثناء التصوير. قبل فترة وجيزة من اختتام تصوير الموسم الثالث، تم نقل كولاسانتو إلى المستشفى بسبب وجود سائل في رئتيه. على الرغم من تعافيه، لم يُسمح له بالعودة إلى العمل. أثناء زيارته للمجموعة في يناير 1985 لمشاهدة تصوير عدة حلقات، علقت النجمة المشاركة شيلي لونج، «أعتقد أننا كنا جميعًا في حالة إنكار. كنا جميعًا سعداء لوجوده هناك، لكنه فقد الكثير من وزنه». أضافت النجمة ريا بيرلمان، «[هو] أراد أن يكون هناك بشدة. لم يكن يريد أن يمرض. لم يستطع التنفس جيدًا. كان صعبا. كان يعمل طوال الوقت». توفي كولاسانتو في النهاية بنوبة قلبية في منزله في 12 فبراير 1985. تم تصوير حلقات الموسم الثالث من شيرز خارج الترتيب، جزئيًا لاستيعاب حمل شيلي لونج. نتيجة لذلك، أكملوا بالفعل تصوير خاتمة الموسم في وقت وفاته، والتي كانت تحتوي على مشاهد مع كولاسانتو فيها. في حلقات الموسم الثالث التي لم يتم تصويرها في هذه المرحلة، يُقال إن المدرب «بعيدًا» لأسباب مختلفة.
اجتمع طاقم كتابة تشيرز في يونيو 1985، في بداية إنتاج الموسم الرابع، لمناقشة كيفية التعامل مع غياب المدرب. سرعان ما تخلصوا من فكرة أنه ربما يكون قد ابتعد، لأنهم شعروا أنه لن يتخلى عن أصدقائه أبدًا. بالإضافة إلى ذلك، نظرًا لأن معظم المشاهدين كانوا على علم بوفاة كولسانتو، قرر طاقم الكتابة التعامل مع الموقف بشكل أكثر انفتاحًا. تناول الموسم الرابع الافتتاحي، «الولادة، والموت، والحب، والأرز»، وفاة المدرب وقدم وودي هارلسون، بديل كولاسانتو.

## الثيمات
تم إجراء جميع الهتافات تقريبًا في الغرفة الأمامية للبار، لكن الشخصيات غالبًا ما كانت تذهب إلى غرفة البركة الخلفية أو مكتب البار. ولم تظهر هتافات أي عمل خارج الحانة حتى الحلقة الأولى من الموسم الثاني والتي جرت في شقة ديان. الموضوع الرئيسي للمعرض كان في المواسم المبكرة الرومانسية بين نادلة الفكرية ديان الدوائر وصاحب الحانة سام مالون، سابق دوري البيسبول جرة ل بوسطن ريد سوكس ويتعافى الكحولية. بعد مغادرة شيلي لونج (ديان) للعرض، تحول التركيز إلى علاقة سام الجديدة مع ريبيكا هاوي، متسلق السلم المؤسسي العصبي. ركزت العديد من نصوص «هتاف» على مجموعة متنوعة من القضايا الاجتماعية أو تناولها، وإن كان ذلك بطريقة فكاهية. كما يقول تواستينج شيرز، «لقد تعزز النص أكثر بجرأة الكتاب في معالجة القضايا المثيرة للجدل بنجاح مثل إدمان الكحول، والمثلية الجنسية، والزنا».
كانت الطبقة الاجتماعية هي النص الفرعي للعرض. «الطبقة العليا» - ممثلة بشخصيات مثل ديان تشامبرز وفرازير كرين وليليث ستيرنين - يفرك أكتافهم بشخصيات الطبقة الوسطى والعاملة - سام مالون وكارلا تورتيللي ونورم بيترسون وكليف كلافين. من الأمثلة المتطرفة على ذلك العلاقة بين وودي بويد وابنة المليونير كيلي جاينز. استمتع العديد من المشاهدين بالهتافات جزئيًا بسبب هذا التركيز على تطوير الشخصية بالإضافة إلى تطوير الحبكة. كانت النسوية ودور المرأة أيضًا موضوعات متكررة طوال العرض، حيث رأى بعض النقاد أن كل من الشخصيات النسائية الرئيسية تصور جانبًا على أنها نسوية معيبة بطريقتها الخاصة. كانت ديان ناشطة نسوية صاخبة، وكان سام مثالًا لكل شيء تكرهه: الاختلاط والشوفينية. تم التعامل مع المثلية الجنسية منذ الموسم الأول، والذي كان نادرًا في أوائل الثمانينيات على التلفزيون الأمريكي. في الموسم الأول حلقة «الأولاد في شريط» (عنوان كونه إشارة إلى مسرحية وفيلم لاحق الأولاد في الفرقة)، وهو صديق وسابقين زميله من سام يخرج في سيرته الذاتية. يضغط بعض الرجال النظاميين على سام لاتخاذ إجراء لضمان ألا يصبح شيرز حانة للمثليين. حصلت الحلقة على جائزة GLAAD Media، وتم ترشيح كاتبي السيناريو، كين ليفين وديفيد إيزاك، لجائزة الإيمي برايم تايم.
يلعب الإدمان أيضًا دورًا في شيرز، بشكل حصري تقريبًا من خلال سام. إنه مدمن على الكحول يتعافى وقد اشترى حانة أثناء أيام الشرب. حظي فرازير بنوبة ملحوظة من الشرب في حلقة الموسم الرابع «المثلث»، بينما يطور وودي مشكلة قمار في الموسم السابع «سمني غير مسؤول». تشرب كارلا وشخصيات أخرى البيرة أثناء الحمل، لكن لا يبدو أن أحدًا يمانع.

## الهتافات
كان لدى شيرز العديد من المالكين قبل سام، حيث تم افتتاح الحانة في عام 1889. على لافتة البار هو تاريخ مختلق اختارته كارلا لأغراض الأعداد، تم الكشف عنه في الموسم الثامن، الحلقة 6، «اللقلق يجلب رافعة»، والذي كشف أيضًا عن عنوان الحانة كـ 1121⁄2 منارة شارع وأنها نشأت تحت اسم أمي. في الحلقة الثانية من المسلسل، «نساء سام»، يخبر المدرب العميل الذي يبحث عن جوس، صاحب شيرز، أن جايز قد مات. في حلقة لاحقة، عاد جايز أومالي من أريزونا لليلة واحدة وساعد في إدارة الحانة.
تبدأ أكبر قصة تدور حول ملكية شيرز في خاتمة الموسم الخامس، «أنا أفعل ، أديو»، عندما يفترق سام وديان، بسبب رحيل شيلي لونج عن المسلسل. بالإضافة إلى ذلك، يغادر Sam في رحلة للإبحار حول العالم. قبل أن يغادر، يبيع سام شيرز لشركة ليليان. يعود في العرض الأول للموسم السادس، «الوطن هو البحار»، بعد أن غرق قاربه، ليجد الحانة تحت الإدارة الجديدة لريبيكا هاوي. يتوسل لاستعادة وظيفته وتوظفه ريبيكا كنادل. في العرض الأول للموسم السابع، «كيف تتراجع في العمل»، طُردت ريبيكا وتمت ترقية سام إلى مدير. يُسمح لريبيكا بالاحتفاظ بوظيفة في ليليان تشبه إلى حد كبير ما كانت تعمل به من قبل، ولكن فقط بعد أن طلبت سام من ريبيكا (غيابيًا) «الموافقة» على قائمة طويلة من المطالب التي طلبتها الشركة من أجلها. من هناك، حاول سام من حين لآخر إعادة شراء الحانة بمخططات كانت تتضمن عادةً المدير التنفيذي الثري روبن كولكورد. استحوذ سام على شيرز مرة أخرى في ختام الموسم الثامن، عندما بيعت له شركة ليليان مقابل 85، بعد أن نبه الشركة إلى التداول الداخلي لشركة كولكورد. طردتها الشركة بسبب صمتها بشأن هذه القضية، وظفت سام ريبيكا كمضيفة/مديرة مكتب. بالنسبة لبقية الحلقة، للاحتفال باستعادة سام للبار، تم تعليق لافتة ضخمة من الدرج كتب عليها «تحت الإدارة القديمة». خاض سام معركتين رئيسيتين، إحداهما مع حانة جرايز أولد تان، في محاولة للتغلب عليهم في نشاط أو آخر، لكنها كانت تفشل دائمًا، باستثناء حلقة واحدة عندما ساعدت ديان شيرز في الفوز بكأس البولينج، وتمتد إلى النكات العملية التي لعبوها على بعضهم البعض. والثانية كانت مع جون ألين هيل، مالك ميلفيل، الذي ظل يزعج سام بتفاهة وغرور. هيل كان على علاقة مستمرة مع كارلا.

## الإنتاج

### الخلق والمفهوم
يعتقد البعض أن العرض هو إعادة صياغة لمسلسل WCVB التابع لشركة البث الأمريكية التابعة لشركة WCVB والمنتَج محليًا في عام 1979، بارك ستريت أندر، ويضم ستيف سويني ومؤسس مسرح أمريكان ريبيرتوري كارين ماكدونالد. قام ثلاثة رجال بتطوير وإنشاء مسلسل شيرز التلفزيوني: Glen and Les Charles ("Glen and Les") وJames Burrows، الذين عرّفوا عن أنفسهم بأنهم «اثنان من المورمون ويهودي». كانوا يهدفون إلى «إنشاء عرض حول علاقة سبنسر تريسي - كاثرين هيبورن» بين شخصيتين رئيسيتين، سام وديان. يمثل مالون الرجل العادي، بينما يمثل تشامبرز الرقي والرقي. يدور العرض حول شخصيات في حانة تحت عنوان «موضوعات مضحكة للبالغين» و «مواقف».
كانت الفكرة الأصلية عبارة عن مجموعة من العمال الذين تفاعلوا كعائلة، والهدف هو مفهوم مشابه لعرض ماري تايلر مور. فكر المبدعون في صنع نسخة أمريكية من أبراج فولتي البريطانية، في فندق أو نزل. عندما استقر المبدعون على شريط كإعداد لهم، بدأ العرض يشبه البرنامج الإذاعي Duffys Tavern، وهو برنامج كتبه وشارك في إنشائه والد جيمس بوروز، أبي بوروز. لقد أحبوا فكرة الحانة، لأنها توفر دفقًا مستمرًا من الأشخاص الجدد، لمجموعة متنوعة من الشخصيات. دار مفهوم مبكر حول أن تصبح المرأة المالك الجديد للبار والعداوة التي نشأت بينها وبين النظاميين، وهي فكرة تم استخدامها لاحقًا في الموسم السادس عندما تم تقديم شخصية ريبيكا هاو.
تركزت المناقشات المبكرة حول مكان العرض في بارستو، كاليفورنيا، ثم كانساس سيتي بولاية ميسوري. تحولوا في النهاية إلى الساحل الشرقي وأخيراً بوسطن. تم اختيار حانة Bull &amp; Finch في بوسطن، والتي كانت نموذجًا لـ شيرز، من دليل الهاتف. عندما طلب جلين تشارلز من مالك الحانة، توم كيرشو، التقاط صور خارجية وداخلية، وافق على دفع 1 دولار. منذ ذلك الحين، استمر كيرشو في جني ملايين الدولارات، حيث قام بترخيص صورة الحانة وبيع مجموعة متنوعة من تذكارات شيرز. أصبح Bull & Finch المنفذ 42 الأكثر ازدحامًا في صناعة الأغذية والمشروبات الأمريكية في عام 1997. أثناء التمثيل الأولي، لاحظت شيلي لونج، التي كانت في بوسطن في ذلك الوقت لتصوير فيلم A Small Circle of Friends، أن الشريط الموجود في النص يشبه شريطًا صادفته في المدينة، والذي تحول إلى Bull & Finch.

### فريق الإنتاج
بلغ عدد طاقم تشيرز بالمئات. احتفظ المبدعون الثلاثة - جيمس بوروز وغلين وليه تشارلز - بمكاتب باراماونت طوال مدة تشغيل شيرز. ظل تشارلز براذرز مسؤولاً بشكل عام طوال فترة العرض، وكثيرًا ما يكتب الحلقات الرئيسية، على الرغم من بدء الموسم الثالث، بدأوا في تفويض الإدارة اليومية لموظفي الكتابة إلى العديد من العارضين. تم تعيين كين إستين وسام سيمون كمعارضين للموسم الثالث، وخلفهم ديفيد أنجيل وبيتر كيسي وديفيد لي في العام التالي. سيظل أنجيل وكيسي ولي في دور العرض حتى نهاية الموسم السابع عندما غادروا لتطوير المسرحية الهزلية الخاصة بهم، أجنحة، وتم استبدالهم ببيل وشيري ستينكلنر وفوف ساتون للموسم الثامن حتى العاشر. للموسم الأخير، لعب توم أندرسون ودان أوشانون دور العرض.
يعتبر جيمس بوروز عاملاً في طول عمر العرض، حيث أخرج 243 من 270 حلقة وأشرف على إنتاج العرض. ومن بين المخرجين الآخرين في المعرض كان آندي أكرمان، وتوماس لوفارو، وتيم بيري، وتوم مور، وريك بيرين، بالإضافة إلى أعضاء فريق التمثيل جون راتزنبرجر وجورج وندت. قدم كريج سافان الموسيقى الأصلية للمسلسل طوال مسيرته بالكامل باستثناء الأغنية الرئيسية. أدت مؤلفاته الموسعة للعرض إلى فوزه بالعديد من جوائز الجمعية الأمريكية للملحنين والمؤلفين والناشرين عن موسيقاه.

### الأدوار
كان من المفترض في الأصل أن تكون شخصية سام مالون لاعب كرة قدم متقاعد وكان من المقرر أن يلعبها فريد دراير، ولكن تم اختيار دانسون جزئيًا لأنه كان أصغر سنًا ولديه خبرة في التمثيل أكثر من دراير. بعد اختيار تيد دانسون، تقرر أن لاعب بيسبول سابق (سام «ماي داي» مالون) سيكون أكثر تصديقًا من لاعب كرة قدم متقاعد. ومع ذلك، استمر دراير في لعب دور المذيع الرياضي ديف ريتشاردز، وهو صديق قديم لسام، في ثلاث حلقات. تم اعتبار بيل كوسبي أيضًا في وقت مبكر من عملية اختيار دور سام، بعد أن أوصت به الشبكة. أوصت مصادر مختلفة المنتجين بشيللي لونج لدور ديان تشامبرز، لكن لونغ أراد أن يُعرض عليه الجزء مباشرة وكان لا بد من إقناعه بإجراء اختبار. عندما قرأت من أجل الجزء، وفقًا لغلين تشارلز، «كان هذا هو الأمر، علمنا أننا نريدها». قبل اتخاذ القرار النهائي، تم اختبار ثلاثة أزواج من الممثلين أمام المنتجين والمديرين التنفيذيين للشبكة من أجل سام وديان: دانسون aهلونح وفريد دراير وجوليا دفي ووليام ديفين وليزا إيشورن. كانت الكيمياء واضحة جدًا بين لونج ودانسون لدرجة أنها ضمنت لهما الأدوار. تم إرسال تيد دانسون إلى مدرسة السقاة لإعداده للجزء، ووفقًا لبوروز، كان عليه أن يتعلم «كيفية التظاهر بأنه يعرف الكثير عن الرياضة» نظرًا لأن دانسون لم يكن من عشاق الرياضة في الحياة الواقعية ولم يذهب أبدًا إلى لعبة البيسبول.
تم إنشاء شخصية كليف كلافين لجون راتزنبرجر بعد أن قام باختبار أداء دور نورم بيترسون، والذي ذهب في النهاية إلى جورج وندت. أثناء الدردشة مع المنتجين بعد ذلك، سأل عما إذا كانوا سيضمون «شريط يعرف كل شيء»، وهو الجزء الذي لعبه في النهاية. انضم آلي إلى فريق التمثيل عندما غادرت شيلي لونج، وانضم وودي هارلسون عندما توفي نيكولاس كولاسانتو. كان دانسون وبيرلمان وويندت الممثلون الوحيدون الذين ظهروا في كل حلقة من المسلسل، يظهر في الكل باستثناء واحد (ولم يكن اسمه جزءًا من مونتاج الائتمان الافتتاحي خلال الموسم الأول).

### أنماط التصوير والمواقع

داخل البار

كانت معظم حلقات شيرز، كما ورد في التعليق الصوتي في بداية كل منها، «تم تصويرها أمام جمهور الاستوديو المباشر» في باراماونت المرحلة 25 في هوليوود، بشكل عام في ليالي الثلاثاء. تم إصدار سيناريوهات حلقة جديدة يوم الأربعاء السابق للقراءة، وكان يوم الجمعة يوم بروفة، وصدرت النصوص النهائية يوم الاثنين. أصر بوروز، الذي أخرج معظم الحلقات، على استخدام مخزون الأفلام بدلاً من شريط الفيديو. لوحظ أيضًا أنه استخدم الحركة في أسلوبه الإخراجي، محاولًا إبقاء الشخصيات تتحرك باستمرار بدلاً من الوقوف دون حراك. أكد بوروز والأخوة تشارلز أمام فريق العمل على أنهم «لا يفترضون أبدًا أنك لست مراقبًا» لأن الكاميرا ستركز على الممثلين في جميع الأوقات، لذلك كان عليهم أن يتفاعلوا دائمًا وأن يكونوا «مرحين دائمًا». خلال الموسم الأول عندما كانت التقييمات ضعيفة، طلبت شركة باراماونت وإن بي سي أن يستخدم العرض شريط فيديو لتوفير المال، لكن تسجيل اختبار ضعيف أنهى التجربة واستمر شيرز في استخدام الفيلم.
نظرًا لقرار غلين وليه تشارلز، لم يكن الافتتاح البارد مرتبطًا في كثير من الأحيان ببقية الحلقة، حيث تم تعيين الكتاب الأقل مرتبة لإنشاء النكات لهم. تم أخذ بعض الفتحات الباردة من حلقات استمرت لفترة طويلة جدًا. أقيم العام الأول من العرض بالكامل داخل حدود البار، وكان الموقع الأول خارج البار هو شقة ديان. عندما أصبحت السلسلة ناجحة، بدأت الشخصيات في المغامرة أبعد من ذلك، أولاً إلى مجموعات أخرى وفي النهاية إلى موقع خارجي عرضي. كانت لقطات الموقع الخارجي للبار من Bull & Finch Pub، وتقع مباشرةً شمال حديقة بوسطن العامة. وأصبحت الحانة من المعالم السياحية لارتباطها بالمسلسل، وتستقطب ما يقرب من مليون زائر سنويًا. تم تغيير اسمها منذ ذلك الحين إلى تشيرز بيكون هيل ؛ يختلف تصميمه الداخلي عن شريط التلفزيون. الحانة نفسها في 84 شارع بيكون (على زاوية شارع بريمر). في أغسطس 2001، كانت هناك نسخة طبق الأصل مصنوعة من الشريط في قاعة فانويل للاستفادة من شعبية العرض.
بعد انتهاء العرض، تم تقديم شريط 1000 قدم مربع من شيرز إلى سميثسونيان، والذي رفضه لأنه كان كبيرًا جدًا. تم عرضه لفترة قصيرة في متحف هوليوود للترفيه البائد، لكنه عاد لاحقًا إلى التخزين، حيث ظل لسنوات عديدة. في عام 2014، تبرعت شبكة سي بي إس بالمجموعة إلى متحف التلفزيون بعد حملة استمرت سنوات من قبل جيمس بوروز ومكتبه نيابة عن مؤسس المتحف جيمس كوميسار. في وقت التبرع، بدأ كوميسار ترميمًا مخططًا بقيمة 100000 دولار للمجموعة باستخدام حراس سابقين من متحف مقاطعة لوس أنجلوس للفنون، على الرغم من عدم تحديد موقع لمجموعة 10000 عنصر من المتحف.

### الأغنية
قبل اعتماد أغنية " الجميع يعرف اسمك "، الذي كتبه غاري بورتنوي وجودي هارت انجيلو، أصبح المعرض أغنية، رفض المنتجين هتاف من الأغاني بورتني وهارت انجيلو. تعاون مؤلفو الأغاني لتقديم موسيقى لبريبيس، وهي مسرحية موسيقية غير ناجحة في برودواي. عندما قيل لهم لا يجوز له أن يتملك "أناس مثلنا"، أغاني الافتتاح كانت متعددة ومنها "الزوج كتب أغنية أخرى "بلدي نوع من الناس"، "أناس مثلنا"، "نمط حياة منحلة المال القديم القديمة الدبابير،" (ترجمات حرفيّة) ولكن لتلبية مطالب المنتجين، أعادوا كتابة كلمات الأغاني لتكون حول" فاشلين محبوبين "في حانة في بوسطن. رفض منتجو العرض هذه الأغنية أيضًا. بعد أن قرأوا سيناريو المسلسل التجريبي، ابتكروا أغنية أخرى "يوم آخر". كلفت بثلاث عشرة حلقة، قاما بإنشاء أغنية رسمية بعنوان "Where Everybody Knows Your Name" وأعادا كتابة كلمات الأغاني. في البث الجماعي لـ شيرز، تم تقصير الأغنية الرئيسية لإفساح المجال لإعلانات تجارية إضافية.

## الاستقبال

### الاستقبال النقدي
لاقت هتافات استحسان النقاد في موسمها الأول، على الرغم من أنها هبطت في المرتبة 74 من أصل 77 عرضًا في تصنيفات ذلك العام. يُعتقد أن هذا الدعم الحاسم، والنجاح المبكر في حفل توزيع جوائز الإيمي برايم تايم، ودعم رئيس قسم الترفيه في إن بي سي براندون تارتيكوف، هما الأسباب الرئيسية لبقاء العرض ونجاحه في نهاية المطاف. صرح تارتيكوف في عام 1983 أن شيرز كانت كوميديا متطورة للبالغين وأن المديرين التنفيذيين في NBC «لم يشكوا أبدًا لثانية واحدة» في تجديد العرض. يعتقد الكاتب ليفين أن السبب الأكثر أهمية هو أن الشبكة أدركت أنه ليس لديها عروض ناجحة أخرى للمساعدة في ترويج هتافات ؛ كما كتب لاحقًا، «لم يكن لدى [إن بي سي] أي شيء آخر أفضل ليحل محله». في عام 2013، عقدت مجلة جي كيو مسابقة عبر الإنترنت للعثور على أفضل كوميديا تلفزيونية. تم التصويت على هتافات كأفضل عرض كوميدي في كل العصور. في عام 2017، صنفت مجلة مجلّة بيست التسلسل الافتتاحي للبرنامج رقم 5 في قائمة أفضل 75 عنوانًا تلفزيونيًا في كل العصور.

### التقييمات
تحسنت التقييمات لعمليات إعادة التشغيل الصيفية بعد الموسم الأول. ذهب فريق التمثيل في العديد من البرامج الحوارية لمحاولة الترويج للمسلسل بعد موسمه الأول. بحلول الموسم الثاني، كان شيرز منافسًا مع برنامج سيمون وسيمون الأعلى تقييمًا على شبكة سي بي إس. مع تزايد شعبية مسلسل روابط عائليّة، والتي استمرت في الفتحة قبل شيرز من يناير 1984 حتى تم نقل روابط عائلية إلى الأحد في 1987، ووضع عرض كوسبي أمام كليهما في بداية موسمهما الثالث (1984)، أصبحت التشكيلة نجاحًا هائلاً في التصنيفات التي أطلق عليها إن بي سي في النهاية لقب «يجب أن ترى الخميس». في الموسم التالي، زادت تصنيفات شيرز بشكل كبير بعد أن أصبح وودي بويد شخصية عادية أيضًا. حصل الموسم الخامس على المسلسل أعلى تصنيف للعام الذي حققه على الإطلاق. على الرغم من انخفاض التصنيفات في الغالب كل عام بعد ذلك، فقد احتفظ العرض بميزة تنافسية وارتفع إلى المرتبة الأولى لهذا العام للمرة الأولى والوحيدة في الموسم التاسع. على الرغم من أن كل من التصنيفات والترتيب قد خسرا الأرض في الموسمين الماضيين، إلا أنه لا يزال يعمل بشكل جيد، حيث كان العرض الوحيد على إن بي سي خلال تلك المواسم ليكون في المراكز العشرة الأولى. بحلول نهاية موسمه الأخير، استمر العرض لمدة ثمانية مواسم متتالية في العشرة الأوائل من تقييمات نيلسن؛ كان سبعة منهم في المراكز الخمسة الأولى.
كرست إن بي سي ليلة كاملة للحلقة الأخيرة من شيرز، بعد نهاية الموسم التي استمرت ساعة واحدة من ساينفيلد (والتي كانت البداية فيها). بدأ العرض ببرنامج «بريغرام» الذي استضافه بوب كوستاس، تلاه الحلقة الأخيرة البالغة 98 دقيقة نفسها. ثم قامت الشركات التابعة لـ إن بي سي ببث تحية تقدير لـ شيرز خلال نشرات الأخبار المحلية الخاصة بهم، واختتمت الليلة ببرنامج تونايت شو خاص يبث على الهواء مباشرة من بول أند فيتش بوب. على الرغم من أن الحلقة لم ترق إلى مستوى تنبؤات التقييمات المرتفعة لتصبح الحلقة التلفزيونية الأكثر مشاهدة، إلا أنها كانت الأكثر مشاهدة في ذلك العام، حيث حققت 93 مليون مشاهد  (64 بالمائة من إجمالي المشاهدين في تلك الليلة)، ما يقرب من 40٪ من سكان الولايات المتحدة في ذلك الوقت، واحتلت المرتبة 11 على الإطلاق في البرامج الترفيهية. ظهر البث الأخير لعام 1993 من شيرز أيضًا كأعلى تصنيف لبث إن بي سي حتى الآن، بالإضافة إلى الحلقة الفردية الأكثر مشاهدة من أي مسلسل تلفزيوني طوال عقد التسعينيات على التلفزيون الأمريكي. 
تم بث الحلقة في الأصل في بقعة شيرز المعتادة ليلة الخميس، ثم أعيد بثها يوم الأحد. على الرغم من أن البث الأصلي لم يتفوق على الأداء النهائي إلا أن الجماهير غير المتكررة لعروض يومي الخميس والأحد فعلت ذلك. تغير التلفزيون بشكل كبير بين النهائيين، مما ترك شيرز مع مجموعة أوسع من المنافسة على التصنيفات.
مواعيد إن بي سي:
- الموسم 1 - الحلقات 1-12: الخميس الساعة 9:00 مساء
- الموسم 1 الحلقة 13 - الموسم 2 الحلقة 10: الخميس الساعة 9:30 مساء
- الموسم 2 الحلقة 11 - الموسم 11 الحلقة 28: الخميس الساعة 9:00 مساء

### الوقائع المنظورة المسلسلة
على الرغم من أنها ليست أول مسلسل كوميدي يقوم بذلك، فقد استخدم تشيرز إلى استخدام المنحدرات في نهاية الموسم، وبدءًا من الموسم الثالث، أصبحت أحداث العرض أكثر تسلسلًا. ساعد نجاح العرض في جعل مثل هذه القصص متعددة الحلقات شائعة في المسلسلات الكوميدية، وهو ما يندم عليه لي تشارلز:
 قد يكون مسؤولاً جزئياً عما يحدث الآن، حيث إذا فاتتك الحلقة الأولى أو الثانية، فستضيع. عليك الانتظار حتى تتمكن من الحصول على كل شيء على دي في دي واللحاق به. إذا كانت هذه الدماء ملطخة بأيدينا، أشعر بالسوء حيال ذلك. يمكن أن يكون محبطًا للغاية. " 
بدأت الهتافات بمجموعة محدودة من خمسة شخصيات تتكون من تيد دانسون وشيلي لونج وريا بيرلمان ونيكولاس كولاسانتو وجورج وندت. بحلول الوقت الذي بدأ فيه الموسم العاشر، كان العرض يضم ثمانية شخصيات أمامية في قائمته. تمكنت شيرز أيضًا من الظهور تدريجياً في شخصيات مثل كليف وفرايزر وريبكيا.

### الجوائز والتكريمات
على مدار أحد عشر موسمًا، حصل فريق عمل وطاقم تشيرز على العديد من الجوائز. حصل العرض على 111 ترشيحًا قياسيًا لجائزة جائزة الإيمي برايم تايم، بإجمالي 28 فوزًا. بالإضافة إلى ذلك، حصل تشيرز على 31 ترشيحًا لجولدن جلوب، بإجمالي ستة انتصارات. تلقى كل من دانسون ولونج وآلي وبيرلمان وويندت وراتزنبرجر وهارلسون وجرامر ونوورث وكولاسانتو ترشيحات إيمي عن أدوارهم. فازت تشيرز بجائزة جولدن جلوب لأفضل مسلسل تلفزيوني - كوميدي / موسيقي "عام 1991 وجائزة جائزة الإيمي برايم تايم لأفضل مسلسل كوميدي أعوام 1983 و 1984 و 1989 و 1991. تم منح المسلسل "جائزة ليجند" في حفل توزيع جوائز تي في لاند لعام 2006، حيث حضر العديد من أعضاء فريق التمثيل الناجين هذا الحدث.
| الفائز        | الجائزة                                                     | الجائزة             | الجائزة                                                                      | الجائزة   |
| الفائز        | إيمي                                                        | عام                 | جولدن جلوب                                                                   | عام       |
| ------------- | ----------------------------------------------------------- | ------------------- | ---------------------------------------------------------------------------- | --------- |
| كيرستي آلي    | الممثلة البارزة في مسلسل كوميدي                             | 1991                | أفضل ممثلة في مسلسل تلفزيوني - كوميدي / موسيقي                               | 1991      |
| تيد دانسون    | أفضل ممثل في مسلسل كوميدي                                   | 1990 1993           | أفضل أداء لممثل في مسلسل تلفزيوني - كوميدي / موسيقي                          | 1990 1991 |
| وودي هارلسون  | ممثل مساعد بارز في مسلسل كوميدي                             | 1989                | —                                                                            | —         |
| شيلي لونج     | الممثلة البارزة في مسلسل كوميدي                             | 1983                | أفضل ممثلة في مسلسل تلفزيوني - كوميدي / موسيقي                               | 1985      |
| شيلي لونج     | —                                                           | —                   | أفضل أداء لممثلة في دور داعم في مسلسل تلفزيوني أو مسلسل صغير أو فيلم سينمائي | 1983      |
| بيبي نويرث    | ممثلة مساعدة بارزة في مسلسل كوميدي                          | 1990 1991           | —                                                                            | —         |
| ريا بيرلمان   | ممثلة مساعدة بارزة في مسلسل كوميدي                          | 1984 1985 1986 1989 | —                                                                            | —         |
| جون كليز      | أفضل ممثل ضيف في مسلسل كوميدي                               | 1987                | —                                                                            | —         |
| جوائز الإنتاج | الإخراج المتميز في مسلسل كوميدي                             | 1983 1991           | —                                                                            | —         |
| جوائز الإنتاج | الكتابة المتميزة في مسلسل كوميدي                            | 1983, 1984          | —                                                                            | —         |
| جوائز الإنتاج | الإنجاز الفردي المتميز في التصميم الجرافيكي وتسلسل العناوين | 1983                | —                                                                            | —         |
| جوائز الإنتاج | تحرير فيلم رائع لسلسلة                                      | 1984                | —                                                                            | —         |
| جوائز الإنتاج | التحرير المتميز لسلسلة - إنتاج متعدد الكاميرات              | 1988, 1993          | —                                                                            | —         |
| جوائز الإنتاج | مزج صوتي مباشر وشريطي رائع وتأثيرات صوتية لسلسلة            | 1985                | —                                                                            | —         |
| جوائز الإنتاج | مزج صوتي رائع لمسلسل كوميدي أو خاص                          | 1986 1987 1990      | —                                                                            | —         |

## التوزيع

### خلاصات
نمت الهتافات في شعبيتها حيث تم بثها على التلفزيون الأمريكي ودخلت في نقابة خارج الشبكة في عام 1987، وزعتها في البداية باراماونت للتلفزيون المحلي. عندما توقف العرض في عام 1993، تم توزيع شيرز في 38 دولة، مع 179 سوقًا للتلفزيون الأمريكي و 83 مليون مشاهد. عندما بدأت جودة بعض اللقطات السابقة لـ شيرز في التدهور، خضعت لعملية ترميم دقيقة في عام 2001. تم بث المسلسل على نيك في نايت من 2001 إلى 2004 وعلى تي في لاند من 2004 إلى 2008، مع نيك في نايت الذي يبث أسبوعًا من الهتافات الماراثون "Everybody Knows Your Name". تمت إزالة العرض من التشكيلة في عام 2004. بدأ بث المسلسل على قناة هالمارك في الولايات المتحدة في أكتوبر 2008، ودبليو جي إن أمريكا في عام 2009. في يناير 2011، بدأت قناة ريلز بث المسلسل في فترات زمنية مدتها ساعة. بدأت MeTV في بث شيرز ويك نايتس في عام 2010. قامت شبكة يو إس إيه نيتورك ببث المسلسل يوم الأحد في الصباح الباكر وصباح أيام الأسبوع للسماح لها بعرض أفلام طويلة من21⁄2 ساعة، والحفاظ على الجداول الزمنية المتماثلة.
في عام 2011، تم توفير شيرز على خدمات بث الفيديو من نتفليكس وأمازون برايم. بدأت شيرز البث على إلفن (قناة رقمية لشبكة تن) في أستراليا في 11 يناير 2011. بثت إن سي آر في في هولندا جميع الحلقات الـ 275 على التوالي، مرة واحدة في الليلة، مكررة المسلسل ما مجموعه ثلاث مرات. تم عرض شيرز لأول مرة في المملكة المتحدة على القناة الرابعة، وكانت واحدة من أولى واردات الشبكة الوليدة آنذاك. اعتبارًا من عام 2012، تكررت الهتافات على قناة سي بي إس دراما الفضائية في المملكة المتحدة. كما تم عرضه على قناة ITV4 المجانية في المملكة المتحدة، مع حلقتين كل ليلة. في 16 مارس 2015، بدأ بث المسلسل على قناة الاشتراك بالمملكة المتحدة جولد في أيام الأسبوع الساعة 9:30 صباحا و 10:00 صباحا تم بث الهتافات مرة أخرى يوميًا في عام 2019 على القناة الرابعة. [بحاجة لمصدر]

#### البثّ عالي الدقة
بدأ تشغيل نقل عالي الدقة لـ شيرز على HDNet في الولايات المتحدة في أغسطس 2010. تم تصوير البرنامج في الأصل على فيلم (ولكن تم نقله وتحريره على شريط فيديو) وتم بثه بنسبة عرض إلى ارتفاع 4: 3، لكن الإصدارات المنقولة حديثًا كانت في 16: 9. [ بحث أصلي؟ ] ومع ذلك، في المملكة المتحدة، يتم عرض HD المتكرر على ITV4 HD، ولاحقًا على القناة 4 HD، في نسبة العرض إلى الارتفاع 4: 3 الأصلية.

### وسائل الإعلام الرئيسية
أصدرت شركة باراماونت هوم إنترتينمنت (بالإنجليزية: Paramount Home Entertainment) و (من عام 2006 فصاعدًا) شبكة سي بي اس للترفيه المنزلي جميع المواسم الـ 11 من شيرز على دي في دي في المنطقة 1 والمنطقة 2 والمنطقة 4. في الولايات المتحدة، تظهر بعض حلقات المواسم الثلاثة الأخيرة على أقراص DVD مع استبدال الموسيقى. على سبيل المثال، في حلقة "Grease"، تم استبدال "I Fought the Law" على الرغم من أن إزالته تؤثر على القيمة الكوميدية للمشاهد التي سمع فيها في الأصل. الحلقة النهائية (73 دقيقة بدون إعلانات) تعرض في ثلاثة أجزاء مقطوعة بشكل مشترك. في 6 مارس 2012، أصدرت شبكة سي بي إس مفضلات المعجبين: أفضل ما في الهتافات. بناءً على استطلاع 2012 على Facebook، الحلقات المحددة هي:
1. «أعطني حلقة في وقت ما» (الموسم 1، الحلقة 1)
2. «موعد ديان المثالي» (الموسم 1، الحلقة 17)
3. «اختر كون إني كون» (الموسم 1، الحلقة 19)
4. «علم النفس غير الطبيعي» (الموسم 5، الحلقة 4)
5. «أيتام عيد الشكر» (الموسم 5، الحلقة 9)
6. «عشاء في إيت إيش» (الموسم 5، الحلقة 20)
7. «سيمون يقول» (الموسم 5، الحلقة 21)
8. «عرس عتيق الطراز» الجزء الأول والثاني (الموسم 10، الحلقات 25)

في 5 مايو 2015، أصدرت سي بي إس دي في دي هتافات - السلسلة الكاملة على دي في دي في المنطقة 1.

### توزيع الوسائط الرقمية
تتوفر 11 مواسم كاملة من شيرز من خلال iTunes Store وAmazon Prime Video وPeacock وHulu. في كندا، تتوفر جميع الفصول على خدمة البث المباشر Crave.

## الترخيص
قدمت السلسلة نفسها بشكل طبيعي لتطوير البضائع ذات الصلة بشريط شيرز، وبلغت ذروتها في تطوير سلسلة من الحانات ذات الطابع الخاص في شيرز. طورت مجموعة تراخيص باراماونت، بقيادة توم ماكغراث ، مفهوم شيرز pub في البداية بالشراكة مع Host Marriott، والتي وضعت حانات تحت عنوان شيرز في أكثر من 15 مطارًا حول العالم. تفتخر بوسطن ببار شيرز الأصلي، المعروف تاريخيًا للمطلعين في بوسطن باسم Bull and Finch، بالإضافة إلى مطعم شيرز في سوق فانوي هال، وسام بلايس، وهو مفهوم بار رياضي منفصل يقع أيضًا في فانوي هال. في عام 1997، تم افتتاح أول بار شيرز المرخص رسميًا في أوروبا في ريجنتس ستريت W1 بلندن. مثل شيرز هو نسخة طبق الأصل من المجموعة. حضر حفل الافتتاح جيمس بوروز وأعضاء فريق التمثيل جورج وندت وجون راتزنبرجر. تم إغلاق شريط شيرز في لندن في 31 ديسمبر 2008. تم عرض مجموعة البار الفعلية في متحف هوليوود للترفيه حتى إغلاق المتحف في أوائل عام 2006.
تم ترخيص الأغنية الرئيسية للعرض في النهاية لمطعم كندي جريل. تحتفظ سي بي إس حاليًا بحقوق امتياز شيرز نتيجة لانقسام فياكوم لعام 2006 والذي شهد نقل باراماونت لاستوديوها التلفزيوني بالكامل إلى سي ب سي.

## الفوائد العرضية وعمليات الانتقال والمراجع الثقافية

وودي وكليف ونورم أون عائلة سمبسون

جلب بعض الممثلين والممثلات من شيرز شخصياتهم إلى برامج تلفزيونية أخرى، إما في ظهور ضيف أو في مسلسل عرضي جديد. كان أنجح عرض في شيرز كان Frasier، والذي ظهر فيه فرايزر كان بعد انتقاله مرة أخرى إلى سياتل، واشنطن. ظهر كل من سام ودياني ووودي بشكل فردي في حلقات فرايزر، مع ظهور ليليث كضيف في حلقات متعددة. في الحلقة التاسعة من الموسم التاسع «تشيرفل جودايز»، يعود فرايزر إلى بوسطن ويلتقي مع عصابة شيرز، ويحضر لاحقًا حفل تقاعد كليف.
على الرغم من أن Frasier كان أكثر نجاحًا، إلا أن The Tortellis كان أول سلسلة تنطلق من شيرز، وعرض لأول مرة في عام 1987. أظهر العرض زوج كارلا السابق نيك تورتيللي وزوجته لوريتا، لكن تم إلغاؤه بعد 13 حلقة واجتذب الاحتجاجات لتصويره النمطية للأمريكيين الإيطاليين. بالإضافة إلى الفوائد العرضية مباشرة، كانت عدة شخصيات هتاف ضيف عمليات الانتقال مع ظهور أعراض أخرى، بما في ذلك أجنحة وسانت في مكان آخر (حلقة «هتاف»). تم انتحال الهتافات أيضًا أو الإشارة إليها في وسائل الإعلام الأخرى، بما في ذلك ذا سيمبسونز (انتحال تسلسل العنوان والأغنية الرئيسية في " Flaming Moes "؛ زيارة المكان فعليًا مع تمثيل الأدوار الصوتية لغالبية الممثلين الرئيسيين في " Fear of Flying ") وScrubs (حلقة "My Life in Four Cameras") وAdventure Time (حلقة " Simon &amp; Marcy ") والفيلم الكوميدي Ted لعام 2012 ولعبة الفيديو Dragon Age II لعام 2011. [ بحاجة لمصدر ]
في حلقة شيرز "Woody For Hire، Norman Meets the Apes" يعرض وودي ويخبر الجميع كيف كان إضافيًا في الدراما المبنية على بوسطن Spenser: For Hire. في الموسم الرابع من حلقة ساينفيلد بعنوان " The Pitch "، يقدم جيري وجورج فكرتهما عن المسرحية الهزلية إلى المديرين التنفيذيين في إن بي سي. جورج غير راضٍ عن عرضهم ويشعر أنه يستحق نفس الراتب مثل تيد دانسون الذي يدعي أنه كان 800 ألف دولار لكل حلقة، حيث أن شيرز هو أيضًا أحد برامج إن بي سي. كان راتب دانسون المبلغ عنه في الواقع 250 ألف دولار لكل حلقة. في هذه المرحلة، كانت تشيرز في موسمها العاشر، وفاز تيد دانسون بجائزة إيمي وجولدن غلوب في العام السابق. [ بحاجة لمصدر ]
في الحلقة السابعة من الموسم الثاني من How I Met Your Mother، سمع صانع القهوة عن طريق الخطأ اسم بارني باسم "Swarley" وكتبه على فنجانه. يؤدي هذا إلى هفوة جارية يشير فيها الجميع بلا رحمة إلى بارني باسم «سوارلي» على الرغم من احتجاجاته، والتي بلغت ذروتها في كل شخص في حانة مكلارين وهم يهتفون «سوارلي» عندما يدخل ويلعب أغنية تشيرز. ثم يتم عرض الاعتمادات بأسلوب «شيرز».
في لعبة فيديو Fallout 4 لعام 2015، التي تدور أحداثها في بوسطن، يوجد شريط يسمى "Prost Bar" بالقرب من بوسطن كومون والذي، عند إدخاله، يعد نسخة طبق الأصل من الشريط المستخدم في السلسلة. وهي تشمل جثتين جلستا في نهاية الحانة، أحدهما يرتدي زي ناقل البريد، في إشارة مباشرة إلى ذبابة البار العادية كليف كلافين.
بدأت الذكرى الثامنة الخاصة للايت نايت مع دافيد ليترمان، التي تم بثها في عام 1990، بمشهد في شيرز، حيث توقف تلفزيون البار على إن بي سي، وقرر جميع رواد البار العودة إلى منازلهم بدلاً من البقاء لمشاهدة David Letterman. تم إعادة استخدام المشهد لفتح الحلقة الأخيرة ليترمان في عام 1993. [بحاجة لمصدر] مشهد مشابه تم بثه في Super Bowl XVII Pregame Show على إن بي سي، حيث تناقش الشخصيات اللعبة القادمة لفترة وجيزة. ذا ستار تريك: تم تسمية شخصية مورن في ستار تريك: ديب سبيس ناين على اسم نورم بيترسون. في الموسم الثاني من المسلسل الهزلي المكان الجيد على شبكة إن بي سي، ظهر مايكل شخصية تيد دانسون كنادل بينما كان يرتدي زرًا أزرق منقوشًا لأسفل، في تكريم واضح لشخصية Danson في شيرز. في عام 2019، أعاد أعضاء فريق شيرز كاست، ريا بيرلمان، وجورج وندت، وجون راتزنبرجر، وكيرستي آلي تمثيل شخصياتهم في حلقة من المسلسل حيث يلعبون دور عملاء شركة جيوف لتوصيل الطعام قصيرة العمر.

## الطبعة الجديدة
في سبتمبر 2011، عرضت شركة بلورال إنترتينمنت نسخة جديدة من المسلسل على التلفزيون الإسباني، بعنوان شيرز. تدور أحداثه في حانة أيرلندية، وقد قام ببطولته ألبرتو سان خوان في دور نيكولاس «نيكو» Arnedo، وهو ما يعادل Sam Malone في المسلسل الأصلي. كما استخدمت الأغنية الأصلية، التي أعاد تسجيلها بالإسبانية داني مارتن، تحت عنوان " Dónde la gente se divierte ". في ديسمبر 2012، أعلنت شبكة الأفلام والتلفزيون الأيرلندية أن عملية التمثيل كانت جارية على نسخة باللغة الأيرلندية من شيرز أنتجتها شركة الإنتاج Sideline. سيبث العرض الجديد، الذي يحمل عنوان Teach Seán مبدئيًا، على TG4 الأيرلندي ويضم شخصية رئيسية، مثل Sam Malone، مالك حانة ورياضي متقاعد ومدمن على الكحول. ومع ذلك، بسبب تعيينه في أيرلندا، فإن البارمان هو «نجم قذف سابق» وليس لاعب بيسبول سابقًا. اعتبارًا من أغسطس 2019، لم يحدث الإصدار الأيرلندي.
في 9 سبتمبر 2016، تم افتتاح مسرحية تسمى شيرز: Live on Stage في مسرح Shubert في بوسطن. تتألف المسرحية من أجزاء من المسلسل التلفزيوني الأصلي، وقد تم تكييفها من قبل إريك فورست جاكسون. تم إنتاجه بواسطة Troika / Stageworks. كان المخرج مات لينز. قام ببطولته غرايسون باول في دور سام مالون، وجيليان لويس في دور ديان تشامبرز، وباري بيرل في دور إرني المدرب بانتوسو، وسارة سيروتا في دور كارلا تورتيللي، وبول فوغت في دور نورم بيترسون، وباز رودي في دور كليف كلافين. كان من المقرر أن يتجول الإنتاج خلال عام 2017، ولكن تم إلغاؤه في عام 2016.

## روابط خارجية
- شيرز على موقع IMDb (الإنجليزية)
- شيرز على موقع ميتاكريتيك (الإنجليزية)
- شيرز على موقع الموسوعة البريطانية (الإنجليزية)
- شيرز على موقع روتن توميتوز (الإنجليزية)
- شيرز على موقع نتفليكس (الإنجليزية)
- شيرز على موقع كينوبويسك (الروسية)
- شيرز على موقع ألو سيني (الفرنسية)
- شيرز على موقع قاعدة بيانات الفيلم (الإنجليزية)